# Bransty
Bransty – dzielnica w Whitehaven, w Anglii, w Kumbrii, w dystrykcie (unitary authority) Cumberland. W 2011 dzielnica liczyła 5009 mieszkańców.